# Olhuveli (Dhaalu)
Pour les articles homonymes, voir Olhuveli.
Olhuveli est une petite île inhabitée des Maldives. Son nom signifie « entrée sableuse de l'atoll ». C'est une des nombreuses îles-hôtel des Maldives, accueillant le Niyama Private Islands Maldives. 

## Géographie
Olhuveli est située dans le centre des Maldives, au Sud de l'atoll Nilandhe Sud, dans la subdivision de Dhaalu. Elle est reliée par un ponton à sa voisine Enboodhoofushi. 